# Storbladet pæon
Storbladet pæon (Paeonia mascula) er en flerårig, urteagtig plante med en opret, busket vækst. Den Blomstrer normalt i april-maj.

## Beskrivelse
Stænglerne er glatte, runde i tværsnit og ofte let rødfarvede på lyssiden. Bladene sidder spredt og de er trekoblede eller uligefinnede med omvendt ægformede eller næsten runde, helrandede småblade med bølget rand. Oversiden er græsgrøn med forsænkede bladribber, mens undersiden er lysegrøn. 
Blomstringen sker i april-maj (eller senere afhængigt af de stedlige klimaforhold), hvor man finder de store blomster siddende enkeltvis og endestillet på skuddene. De er regelmæssige og 5-tallige med rosafarvede kronblade. Frugterne er kapsler med store, blanke frø.
Rodsystemet består af en roeformet jordstængel, der er forlænget i en pælerod, samt et stort antal trævlede siderødder.
Højde x bredde og årlig tilvækst: 0,50 x 0,50 m (50 x 50 cm/år).

## Hjemsted
Storbladet pæon er udbredt i Nordafrika, Mellemøsten, Lilleasien, Kaukasus, på Krim og i Sydeuropa. Alle steder er den knyttet til lune voksesteder i lyse løv- eller blandingsskove med en veldrænende, gruset og kalkrig jordbund. Desuden kan man finde dem i halvskygge under buske i maki. 
I skovene på Sierra de Gredos, som er domineret af pyrenæisk eg og strandfyr, findes den spredt sammen med bl.a. ørnebregne, harpikssoløjetræ, sommerfuglelavendel og portugisisk astragel
| Portal | Portal:Botanik |

## Note
1. ↑  Egne iagttagelser i maj 2010 Sten Porse